# Jaera hopeana
Jaera hopeana é uma espécie de crustáceo descrita por Costa em 1853. Jaera hopeana faz parte do gênero Jaera e da família Janiridae.